# ABS树脂

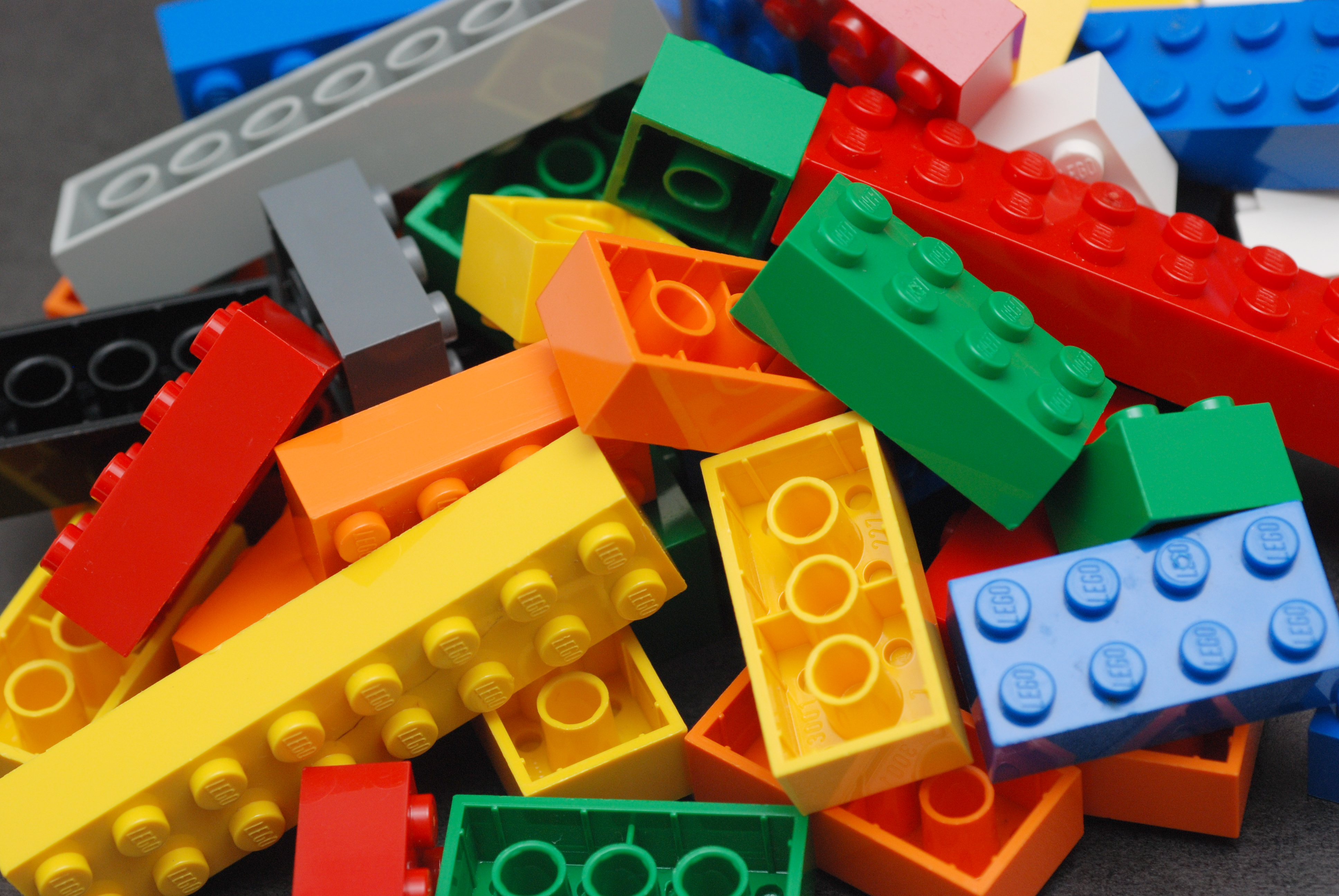
ABS樹脂製成的樂高玩具

ABS樹脂（丙烯腈-丁二烯-苯乙烯共聚物，化学式为{\displaystyle {\ce {(C8H8.C4H6.C3H3N)_{x}}}}，ABS是Acrylonitrile Butadiene Styrene的字首縮寫）爲常見塑膠材料種類之一，是一種強度高、韌性強、易于加工成型的熱塑型高分子材料，其玻璃轉化温度大约是105°C(221°F)。ABS是無定型的，因此沒有真正的熔點。

## 结构
ABS树脂是丙烯腈（Acrylonitrile）、1,3-丁二烯（Butadiene）、苯乙烯（Styrene）三种单体的接枝共聚物。它的分子式可以写为 (C
8H
8·C
4H
6·C
3H
3N)x，但实际上往往是含丁二烯的接枝共聚物与丙烯腈-苯乙烯共聚物的混合物，其中，丙烯腈占15%~35%，丁二烯占5%~30%，苯乙烯占40%~60%，最常见的比例是A:B:S=20:15:65，此时ABS树脂Tg点为100℃。
随着三种成分比例的调整，树脂的物理性能会有一定的变化：
- 1,3-丁二烯为ABS树脂提供低温延展性和抗冲击性，但是过多的丁二烯会降低树脂的硬度、光泽及流动性；
- 丙烯腈为ABS树脂提供硬度、耐热性、耐酸碱盐等化学腐蚀的性质；
- 苯乙烯为ABS树脂提供硬度、加工的流动性及产品表面的光洁度。

## 性质
ABS树脂是乳白色固体，有一定的韧性，密度约为1.04~1.06 g/cm3。它对酸、碱、有机溶剂的耐液体性能较强。
ABS树脂可以在-25℃~60℃的环境下表现正常，而且有很好的成型性，加工出的产品表面光洁，易于染色和电镀。因此它可以被用于家电外壳、玩具等日常用品。常见的乐高积木就是ABS制品。
ABS树脂可与多种树脂配混成共混物，如PC／ABS、ABS/PVC、PA／ABS、PBT／ABS等，产生新性能和新的应用领域，如：将ABS树脂和PMMA混合，可制造出透明ABS树脂。

## 生产
ABS有两种主要的工业生产方法：
- 本體法:将丙烯腈(A)與苯乙烯(S)單體与聚丁二烯(B)混合後，經反應器加熱聚合成ABS，製程類似聚苯乙烯。
- 乳液法:在聚丁二烯胶乳中加入丙烯腈及苯乙烯单体进行乳化接枝共聚，再過破乳與脫水程序形成高橡膠物質，最終與苯乙烯-丙烯腈共聚物進行加熱押出，形成ABS膠粒。

生产1公斤ABS树脂需要的原料和能源大约相当于生产2公斤石油。

## 外部連結
- Comparisons of many physical properties with other plastics
- Comparison between ABS and PLA for 3D Printing